# Ulrich II van Neuchâtel
Ulrich II van Neuchâtel ook bekend als Ulrich II van Fenis  (circa 1120/1125 - 1191) was van 1148 tot aan zijn dood graaf van Neuchâtel.

## Levensloop
Ulrich II was de zoon van graaf Rudolf I van Neuchâtel en diens echtgenote Emma, dochter van heer Peter van Glâne. In 1148 volgde hij zijn vader op als graaf van Neuchâtel, graaf van Fenis en heer van Arconciel. 
Als zeer vroom vorst nam Ulrich deel aan de Tweede Kruistocht. Na zijn terugkeer ging hij resideren in de stad Neuchâtel, waar hij aan de kasteelheuvel een nieuwe residentie liet bouwen. Ook schonk Ulrich donaties aan de Notre Dame-kapittelkerk in Neuchâtel en de Abdij van Fontaine-André.
Hij stierf in 1191.

## Huwelijk en nakomelingen
Ulrich was gehuwd met Bertha van Granges. Ze kregen volgende kinderen:
- Rudolf II (overleden in 1196), graaf van Neuchâtel
- Ulrich III (overleden in 1225), graaf van Neuchâtel en heer van Arconciel
- Berthold (overleden in 1220), thesaurier van de kerk van Lausanne,  proost van Bazel en Neuchâtel en bisschop van Lausanne